# 江藤巧
江藤 巧（えとう たくみ、2000年6月28日 - ）は、日本の男子バレーボール選手である。

## 来歴
山口県山口市出身。
高川学園高等学校時代には春高バレーに出場。
駒澤大学在学中の2022-23シーズン、V.LEAGUE DIVISION2所属の富士通カワサキレッドスピリッツの内定選手となり、チャレンジマッチを含め22試合に出場した。
2024年、富士通を退団。6月に日本製鉄堺ブレイザーズ入団が発表された。同年10月19日、2024-25シーズン第2節のVC長野トライデンツ戦でSVリーグ初出場、26日の第3節ジェイテクトSTINGS愛知戦で初スタメン出場となった。

## 所属チーム
- 高川学園高等学校（2016-2019年）
- 駒澤大学（2019-2023年）
- 富士通カワサキレッドスピリッツ（2023-2024年）
- 日本製鉄堺ブレイザーズ（2024年-）